# (2191) Uppsala
(2191) Uppsala (voorlopige aanduiding 1977 PA1) is een planetoïde in de buitenste planetoïdengordel, die op 6 augustus 1977 werd ontdekt door Claes-Ingvar Lagerkvist in het observatorium van de Universiteit van Uppsala. De planetoïde werd in 1980 vernoemd naar de stad Uppsala en de Universiteit van Uppsala.
(2191) Uppsala is een planetoïde van 16 tot 18 km diameter.

## Baan om de Zon
De planetoïde beschrijft een baan om de Zon die gekenmerkt wordt door een perihelium van 2,757 AE en een aphelium van 3,276 AE. De planetoïde heeft een periode van 5,240 jaar (of 1913,78 dagen).